# حزب التقدم (إسبانيا)
حزب التقدم (بالإسبانية: Partido Progresista)‏ هو أحد الحزبين السياسيين الإسبانيين نافسا لمسك الحكومة الإسبانية في عهد الملكة إيزابيل الثانية (ملكت 1833-1868). وهو حزب يساري على عكس الحزب الآخر وهو حزب الوسط أو المعتدل (بالإسبانية: Partido Moderado)‏. ولكنهم ميزوا أنفسهم بأنهم ليبراليين. وهم مثل المعتدلين المؤيدين لحكم إيزابيل الثانية في مواجهتها مع الكارليين.
أسس الحزب سنة 1834 بأنه معارضة ليبرالية متطرفة في فترة وصاية الملكة الأم ماريا كريستينا دي بوربون عندما كان عمر الملكة إيزابيل آنذاك ثلاث سنوات فقط. ومكونات هذا الحزب هي من العشرينيون والتقدميون وهو من موروثات حكم الثلاث سنوات الليبرالي 1820-1823، في حين مثل حزب الوسط الأفكار الاعتدالية ومكوناته هم أنصار دستور إسبانيا 1812 (بالإسبانية: doceañistas)‏. وكان التقدميين هم حزب من طالب بالميليشيا الوطنية والمحاكمة أمام هيئة محلفين والعلمانية والسيادة الوطنية وتوسيع حق الانتخاب تحت اقتراع التعداد. على هذه المسألة الأخيرة، كان موقفهم أكثر اعتدالا من مسألة سيادة الشعب، لأنه لم يدع بالضرورة إلى الاقتراع العمومي.
وموقف الحزب تجاه نظام الملكة إيزابيلا الثانية هو شبيه لموقف خصومهم حزب الوسط المؤيد للنظام الملكي ولا سيما في مواجهته مع الكارليين. أما مواقفهم السياسية فهي دائما متوافقة مع الملكة الوصية ماريا كريستينا ومن بعدها الملكة ايزابيلا التي حاولتا تحقيق حل وسط مع الكارليين.
تفكك الحزب التقدمي تدريجيا بعد مقتل زعيمهم الأخير الجنرال خوان بريم سنة 1870، حيث انقسم إلى الحزب الدستوري والحزب الراديكالي الديمقراطي. ولكنه لم يتم حله رسميا إلا بعد استعادة البوربون نظامهم الملكي في 1874.